# Colatore Rimella
Il Rimella è un piccolo canale artificiale, che si origina dal cavo Canalino presso le chiuse vicino al centro abitato della frazione novarese Torrion Quartara.

## Percorso
Come già detto, il Rimella, si origina dal Canalino dalle chiuse al Torrion Quartara.
Subito dopo la derivazione piega verso est, e poi a sud, ricevendo le acque periodiche delle risaie. Costeggia la pista ciclabile ove, presso il cantiere Montipò, viene interrato, proseguendo verso sud. Riceve gli scarichi della cascina Bertona, oltrepassando il cavo Prina tramite un piccolo ponte canale.
Giunto poi presso la suddetta cascina scorre attraverso le campagne ricevendo i primi due suoi affluenti: il canale dello Spiano e la fontana Lunga, che spesso si presentano perennemente in secca, tranne che nel periodo irriguo. Presso Garbagna Novarese assume le forme di ruscello, costeggiando la Strada di Mercadante e arrivando a incontrare l'Arbogna.

## Piene
Il Rimella non è nuovo a fenomeni di esondazione sparsi; nei giorni tra l'11 e 16 ottobre 2011, moderate precipitazioni fecero esondare il Rimella nel punto dove è attualmente tombinato; non mancano anche piene dovute al rilascio di acqua eccessiva dal Canalino. Reticolo idrografico minore - anno 2012